# Hana Janišová
Hana Janišová (* 15. ledna 1962) je česká PR manažerka a politička, od roku 1990 předsedkyně Pražského spolku ochránců zvířat.

## Život
Narodila se v roce 1962. V letech 1977 až 1981 studovala na Střední pedagogické škole na Praze 6, již na střední škole byla aktivní v jejím divadelním souboru. V letech 1984 až 1987 studovala na DAMU, v roce 1987 získala magisterský titul v oboru organizace a řízení a scenáristika. Již na vysoké škole se angažovala v Pražském spolku ochránců zvířat a po sametové revoluci se v lednu 1990 stala předsedkyní této organizace. Kromě toho je také majitelkou kočičího útulku.
V letech 1998 až 2000 se živila jako vedoucí interní komunikace u Českého Telekomu a v letech 2000 až 2002 působila jako vedoucí PR oddělení a tisková mluvčí společnosti Skanska. V letech 2002 až 2005 byla PR manažerkou ve společnosti Hospodářské komory hlavního města Prahy a v roce 2005 se stala PR manažerkou ve společnosti Asseco Solutions.
Hovoří plynně anglicky a částečně také rusky.

## Politické působení
V komunálních volbách v roce 2018 kandidovala jako nestranička a lídryně subjektu S.O.S ZA PRÁVA ZVÍŘAT - sdružení DSZ a NK do Zastupitelstva hlavního města Prahy. Zvolena nebyla, kandidátní listina totiž získala jen 0,08 % hlasů. Ve sněmovních volbách v roce 2021 kandidovala jako nestranička za APB na druhém místě kandidátní listiny Aliance pro budoucnost. Získala 88 preferenčních hlasů a nebyla zvolena.
V komunálních volbách v roce 2022 kandidovala jako nestranička a lídryně subjektu S.O.S. ZA PRÁVA ZVÍŘAT — Demokratická strana zelených - ZA PRÁVA ZVÍŘAT — sdružení DSZ - ZA PRÁVA ZVÍŘAT a NK do pražského zastupitelstva, ale nebyla zvolena (jí vedená kandidátka získala 0,18 % hlasů). V evropských volbách v roce 2024 byla z pozice nestraničky lídryní kandidátní listiny Demokratické strany zelených – Za práva zvířat. Získala 546 preferenčních hlasů, ale nebyla zvolena, protože strana získala jen 0,41 % hlasů.